# Idan Raichel
Idan Raichel, Hebreeuws: עידן רייכל, (Kefar Sava, 12 september 1977) is een Israëlische singer-songwriter en muzikant die in Israël grote bekendheid geniet met zijn groep Idan Raichel Project (Hebreeuws: הפרוייקט של עידן רייכל). De muziek is een samensmelting van originele Hebreeuwse teksten en melodieën gecombineerd met Ethiopische muziek en westerse stijlen. Voor het Project was Raichel een toetsenist, die samenwerkte met artiesten als Ivri Lider.

## Levensloop

### Als kind
Idan Raichel werd geboren in een Asjkenazische familie. Raichel begon accordeon te spelen op negenjarige leeftijd. Hij vond swingende muziek en tango erg mooi, en tijdens zijn middelbareschoolopleiding oefende hij jazzpiano, Hierdoor kon hij beter improviseren en samen met anderen spelen.

### In dienst
Op achttienjarige leeftijd ging Raichel het Israëlische leger in, zoals alle Israëlische 18-jarigen dat moesten vanwege de dienstplicht. Raichel werd geen normale militair maar ging in de Israëlische militaire rockband Tzahal en toerde door heel Israël van legerbasis naar legerbasis waar ze Israëlische en Europese rock- en pophits uitvoerden.

### Carrière als counselor
Na zijn diensttijd werd Raichel counselor bij een kostschool voor immigranten en probleemjongeren. Op de school zaten veel Ethiopische Joden, die hem kennis lieten maken met de Ethiopische folk- en popmuziek. Terwijl veel mensen in de school met veel inspanning hun eigen culturele tradities probeerden aan te houden om niet overspoeld te worden door de Israëlische, relatief westerse cultuur, was er ook een kleine groep Ethiopische jongeren die openstonden voor andere culturen maar ook verstokte fans waren van de Ethiopische pop- en folkmuziek. Zij deelden cassettes uit met liedjes van Mahmoud Ahmed, Aster Aweke en Gigi. Nadat Raichel die had gehoord begon hij geregeld Ethiopische bars en clubs in Tel Aviv te bezoeken.

## Muzikale carrière

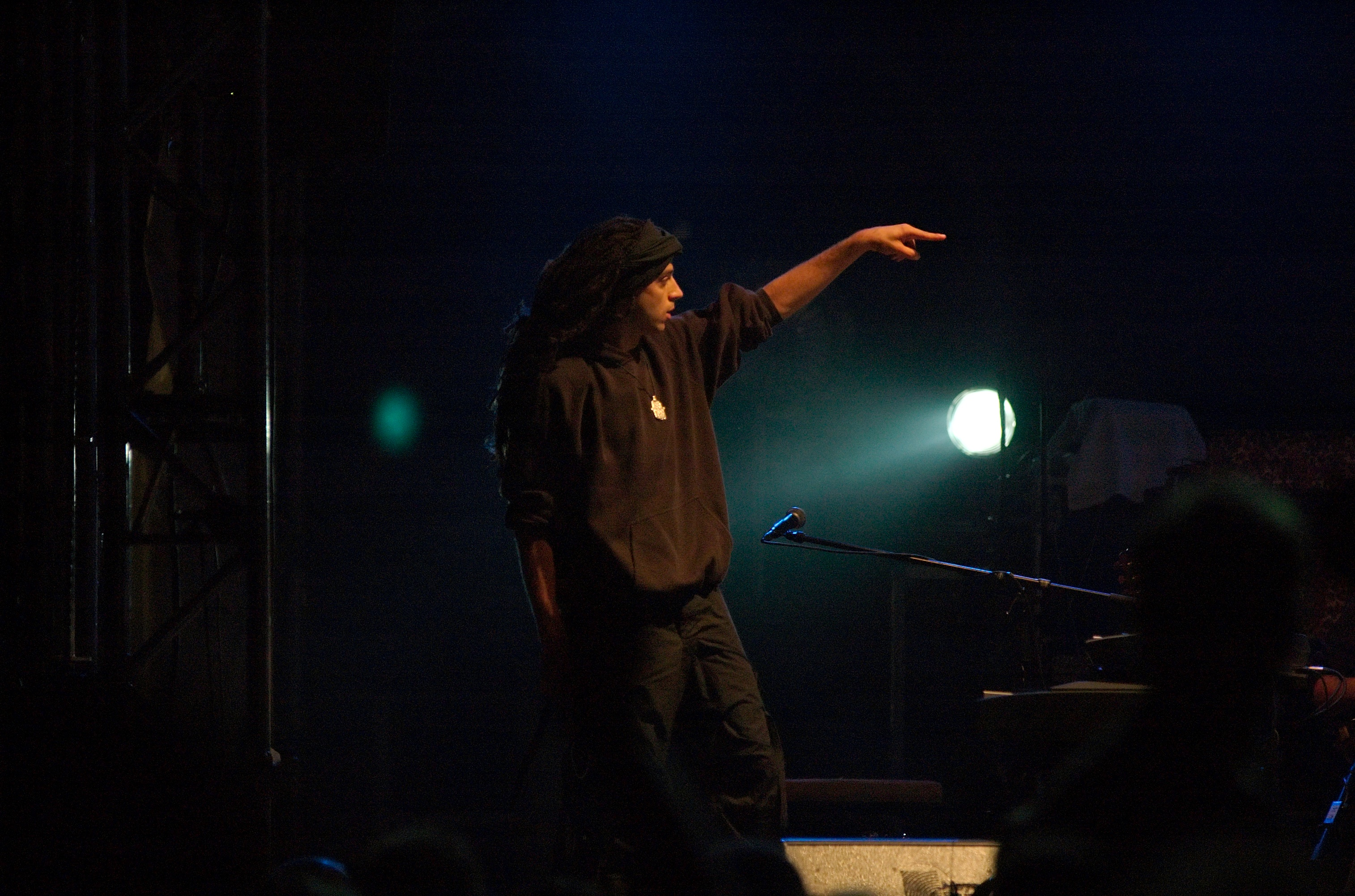
Idan Raichel op het TFF.Rudolstadt 2007

Op hetzelfde moment was Raichel een succesvolle back-upzanger voor Israëls bekendste zangers en groepen, Hij werd vaak gevraagd mee te werken aan opnames. Na zo een paar jaar te hebben gewerkt dacht hij dat het leuk zou zijn om een project op te zetten dat voldeed aan zijn idealen. Hij begon te werken aan een demo-opname in een kleine studio die hij op had gezet in de kelder onder het huis van zijn ouders in Kefar Sava. Hij dacht het een goed idee zou zijn om een aantal verschillende zangers en musici uit te nodigen om deel te nemen aan zijn project, hierdoor zouden de verschillende stijlen die hij wilde gaan gebruiken, ook beter te zien zijn.
Raichel was lang onder de indruk van de diversiteit van Israël en wou zijn sympathie en eerbied voor de verschillende culturen door zijn muziek duidelijk maken.
Raichel nodigde meer dan 70 van zijn vrienden en collega's uit om Israëls diverse muziekstijlen onder te brengen in zijn opnames. Terwijl de meeste van de Israëlische labels zijn werken te “etnisch” vonden en te zeer buiten de normen van de gebruikelijke Israëlische popwereld om enige kans van slagen te hebben, was er een A&R-man, Gadi Gidor bij Helicon Records, die onmiddellijk het unieke hoorde in Raichels werk en hem inschreef bij Helicon Records. Het album dat volgde was direct een hit.
In september 2007, kwam Raichel met het idee om een concert te geven als deel van de viering van het veertigjarige bestaan van het herstelde Goesj Etsion, een groep Joodse nederzettingen die is verwoest tijdens de onafhankelijkheidsoorlog in 1948.

### Idan Raichels Project (2002)

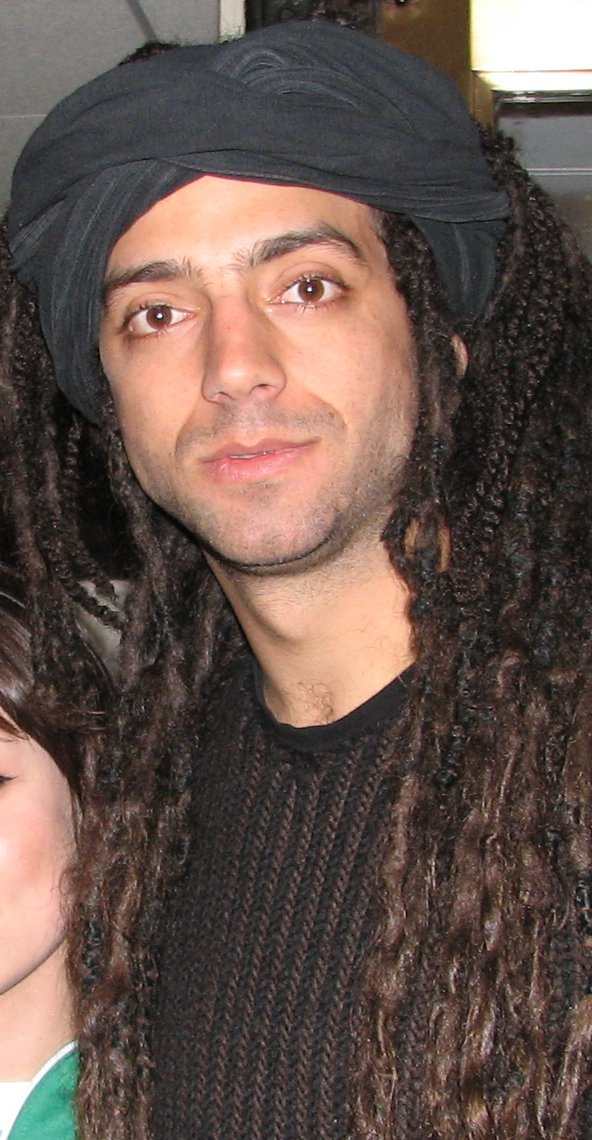
Idan Raichel in 2007

Helicon Records bracht Raichels eerste officiële album uit in 2002. Raichel componeerde en stelde de meeste van de nummers samen, zong veel van de teksten en speelde keyboard. Verder overlegde hij met andere zangers en muzikanten. Nummers die een hit werden waren: Boi (בואי / "Come"), Im Telech (אם תלך / "If you go") en M'dab'rim B'sheket (מדברים בשקט / "Speaking Quietly").
Terwijl de meerderheid van Raichels nummers in het Hebreeuws zijn, zijn er ook een paar volledig in het Amhaars, anderen hebben er korte stukjes in het Amhaars tussen zitten gezongen door één man of vrouw waardoor de klassiek aandoende melodieën modern klinken. Teksten over liefde overheersen in Raichels nummers. Met Hinech Yafah (הינך יפה / "Thou art Fair") gebaseerd op het boek Hooglied, terwijl het openingsnummer ook reikt in de diepten van de Joodse liturgie met B'rachot L'shanah Chadashah (ברכות לשנה חדשה / "Blessings for a new year") met op de achtergrond citaten van Joodse zegeningen.
Door de stijgende populariteit van het "Project" is de vraag naar liveconcerten toegenomen. Zo werd hij gevraagd op te treden in de operahal van Tel Aviv. Door het grote aantal muzikanten die meewerkten aan het project zou het onmogelijk zijn geweest ze allemaal op het podium te hebben, dus selecteerde Raichel zeven leden die veelzijdige en sterke individuele kunstenaars op hun eigen gebied waren. Dit liveoptreden kwam symbool te staan voor het album: de achtergrond van de deelnemers was verschillend maar hun status gelijk.

### Deelnemers aan het project
Tijdens de opnames en op het podium was er een grote diversiteit aan muzikanten en zangers van het Project.
- Kabra Kasai is een zangeres van Ethiopische afkomst die werd geboren in een vluchtelingenkamp in Soedan, tijdens de reis van haar ouders naar Israël. Ze groeide op in een immigranten gemeenschap in Zuid-Israël en leerde Raichel kennen tijdens hun dienst in het Israëlische leger.
- Mira Anwar Awad die zong in het Arabische nummer “Azini,” is een Arabisch-Israëlische die opgroeide in de noordelijke stad Haifa. Awad is een bekende zangeres en actrice die deelnam aan veel musicals en theaterproducties in Israël.
- Sergio Braams zingt in het dansnummer “Brong Faya” (Burn Fire). Braams die naar Israël immigreerde vanuit Suriname aan de Caribische kust van Zuid-Amerika was een van de voornaamste inbrengers van de geest van de Caribische muziek in Tel Aviv. Verder was hij de leider van een reggaeband waarvoor Raichel keyboard heeft gespeeld. Braams is ook een van de oprichters en medewerker bij Mayumana, de Israëlische variant van de show Stomp.

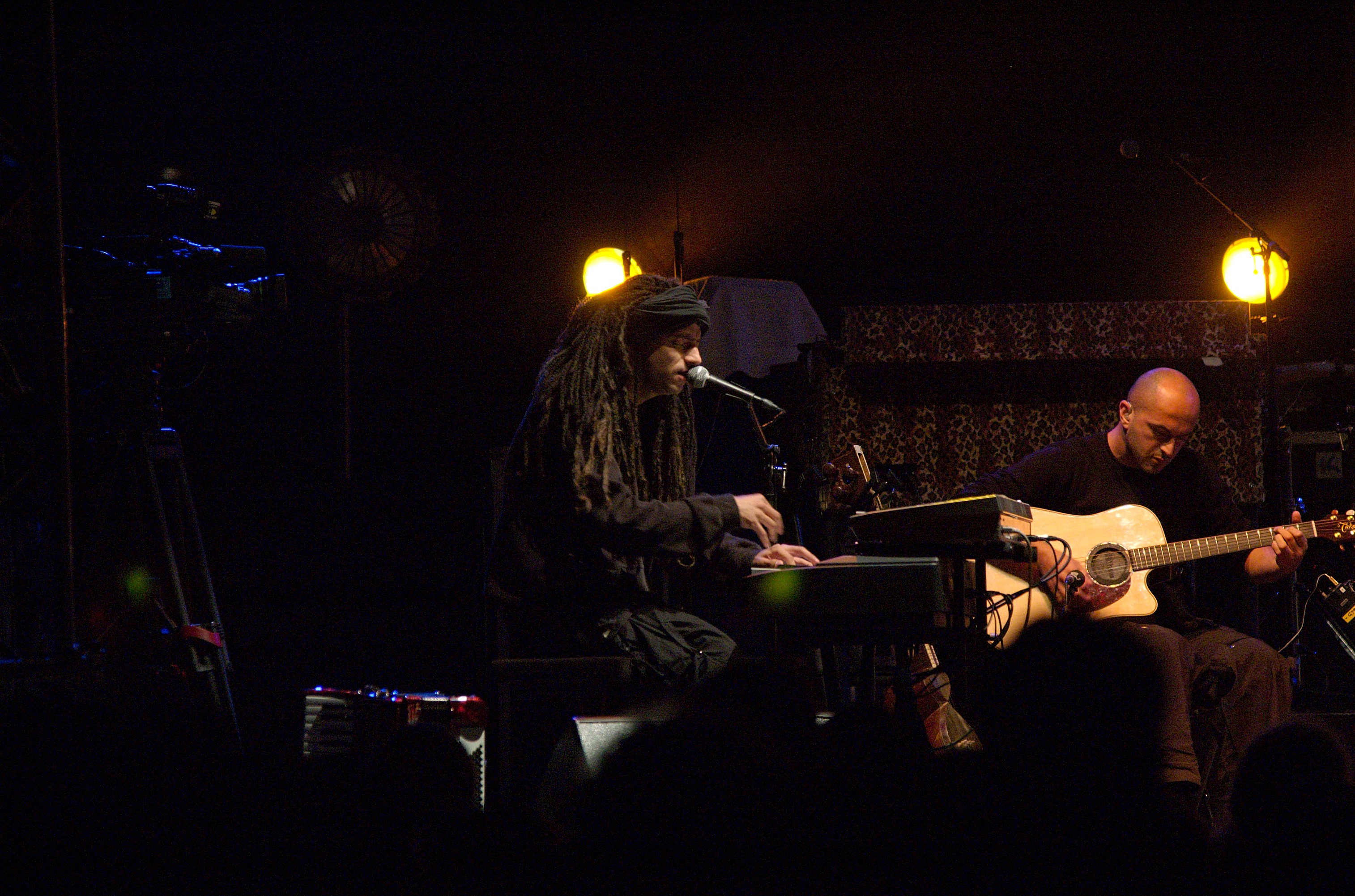
Idan Raichel op het TFF.Rudolstadt 2007

- Shoshana Damari was een Israëlische zangeres van Jemenitische afkomst. Damari overleed in 2006 op de leeftijd van 83 jaar, na het maken van haar laatste opnames als deelneemster van het Idan Raichel Project en deelneemster in een aantal liveconcerten met de groep.
- Yihia Subara, 76, een Jemenitische Jood met sterke Jemenitische tradities, zingt samen met zijn zoon (Shalom Suberion) in “Im Tahpesa”” (If Thou Wisheth), traditionele muziek met moderne elektrische beats en mixes vermengend. Ook presenteren ze verwesterde vormen van teksten uit de Diwan, het traditionele Jemenitische gebedenboek.
- Bongani Xulu is een Zuid-Afrikaanse zanger die opdook bij het laatste nummer van het project. Xulu bezocht een optreden van het Project tijdens een reis naar Israël en kwam na de show naar Raichel toe om hem te complimenteren. Raichel nodigde hem uit deel te nemen in “Siyaishaya Ingoma” (Sing Out For Love), een nummer dat de samenwerking over de hele wereld en het de diepere boodschap van het project symboliseert.
- Din Din Aviv, een Israëlische zangeres die nationale bekendheid verwierf nadat ze zong in het nummer Im Telech.

### Succes van het project
Het album van het Idan Raichel Project is meer dan 120.000 keer verkocht (zes keer platina). In november 2005 trad het Idan Raichel Project op in het Kodak Theatre in Los Angeles en gaf twee shows die goed werden bezocht in het Apollo Theater in Harlem, een wijk in Manhattan. Gedurende hun verblijf in New York bezochten Raichel en de andere deelnemers aan het project een aantal scholen en kerken in Harlem.
In januari 2006 reisde het Idan Raichel Project naar Ethiopië, het land dat dat zoveel inspiratie had gegeven voor hun muziek. Twee van de voornaamste zangers kwamen naar Israël tijdens de grote Joods-Ethiopische immigratiegolf in de tachtiger jaren. Dit was de eerste keer dat ze teruggingen naar hun geboorteland en ook de eerste keer dat Israëlische artiesten optraden in Ethiopië. Het geheel werd gefilmd voor een documentatie die uitkwam in 2007. In april 2007 reisde Raichel met Save a Child's Heart naar Rwanda en Ethiopië.

## Mi'ma'amakim (2005)

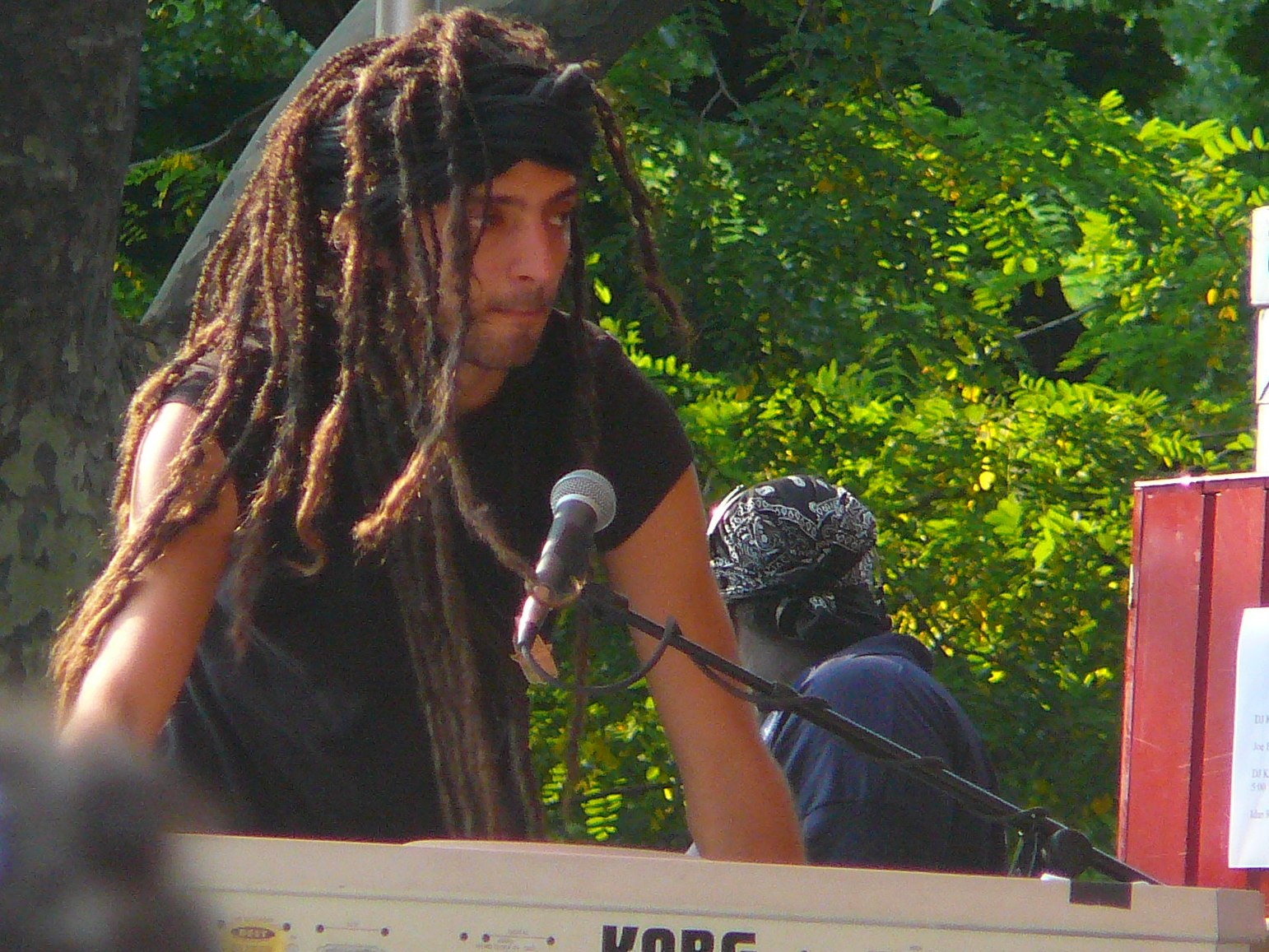
Idan Raichel op een concert in het Central Park van de stad New York

Raichel bracht zijn tweede album, Mi'ma'amakim (ממעמקים / "From the Depths") uit in 2005, na het titelnummer te hebben vrijgegeven aan het eind van het voorgaande jaar. Dit eerste nummer dat herinnert aan Psalm 130 in het Hebreeuws (een gebed om hulp, dat in het verleden gebeden werd door gelovige Joden), lijkt qua sfeer erg op de voorgaande singles.
In het eerste en in het laatste nummer van het album zingt de populaire Israëlische zanger Shoshana Damari.
Behalve pakkende nummers in het Hebreeuws en in het Amhaars voegt Raichel ook Arabisch (in Azini), Tigrinya (in Siyaishaya Ingoma), Hindi (in Milim Yafot Me'ele), en Jemenitisch Hebreeuws toe aan zijn taalkundig repertoire.

## Idan Raichels Project - internationaal (2006)
In november 2006 werd een greatest hits album gelanceerd om een wereldwijd publiek te bereiken. The Idan Raichel Project werd als één cd-album uitgegeven door het nieuwe platenlabel Cumbancha en verscheept buiten Israël, voor de eerste keer voor een internationaal publiek. De liners bevatten Engelse vertalingen van sommige van de nummers terwijl de enhanced cd de videoclips van de band bevat. De release liep samen met een speciale Putumayo World Music collection met onder andere Raichel genoemd "One World, Many Cultures." Een gedeelte van de opbrengst van "One World, Many Cultures" zal ten goede komen aan de non-profitorganisatie Search For Common Ground (www.sfcg.org).

## Ben Kirot Beyti (2008)
Raichel bracht een derde album genaamd "Ben Kirot Beyti" of in het Engels "Within My Walls" uit op 20 november 2008. Dit album is een samenwerkingsproject met veel andere wereldmuzikanten.

## Traveling home (2011)
Een driedubbele cd met nieuwe songs, opnames van optredens en nummers die niet in vorige albums waren opgenomen. Onder andere staat de hit van Rita door hem geschreven "mechake" in zijn uitvoering erop, en de hit "mikol ha'ahawot"

## Quarter to six
Dit is zijn vierde studioalbum. Bekend werden "Sabe deus", "achsjaw karow" en "belajla"

## Discografie
| Jaar | Album                                          | Certificaat | Verkopen |
| ---- | ---------------------------------------------- | ----------- | -------- |
| 2002 | Idan Raichel’s Project                         | 6× Platina  | 120,000+ |
| 2005 | Mimaamakim                                     | 6× Platina  | 120,000+ |
| 2006 | The Idan Raichel Project (Internationaal)      | N/A         | N/A      |
| 2008 | Ben Kirot Beyti                                | Platina     | 20.000   |
| 2011 | Traveling home                                 | N/A         | N/A      |
| 2013 | Quarter to six                                 | N/A         | N/A      |
| 2013 | Quarter to six instrumentaal alleen via itunes | N/A         | N/A      |